# Дюгренье, Мартина
Мартина Дюгренье (англ. Martine Dugrenier; 12 июня 1979, Лаваль, Квебек, Канада) — канадская спортсменка, занималась вольной борьбой, трёхкратная чемпионка мира, трёхкратная победительница панамериканских чемпионатов, участница двух Олимпийских игр.

## Ранняя жизнь и образование
Мартин Дюгренье выросла в районе Сен-Франсуа города Лаваль, штат Квебек. В подростковом возрасте она занималась спортивной гимнастикой, надеясь получить стипендию в американском университете, но была вынуждена остаться в Квебеке из-за травмы колена. Она училась в колледже Ванье, где начала заниматься борьбой, поскольку это был единственный урок физкультуры, который мог вписаться в её расписание. Поначалу она не хотела, но её тренер по борьбе посоветовал ей перейти из спортивной гимнастики в этот вид спорта, но в конечном итоге решила поменять специализацию два года спустя. После окончания колледжа Ванье в 1999 году она поступила в Университет Конкордия, где выступала за команду по борьбе «Concordia Stingers». Она заняла третье место в первый год на чемпионате Канады среди университетов и пятое место во второй год, а также была названа спортсменкой года Университета три года подряд с 2002 по 2004 год. Она выигрывала золотые медали в каждом из своих последних трех чемпионатов; во время своего последнего сезона в 2004 году она была названа выдающейся женщиной-борцом в канадском студенческом спорте после того, как выиграла золото, не проиграв ни одного очка в соревновании 2004 года. Она окончила Университет Конкордия со степенью бакалавра наук по специальности: «Атлетическая терапия» и дипломом о высшем образовании в области спортивного администрирования. В 2019 году она была включена в Зал спортивной славы Университета Конкордия.

## Спортивная карьера
Она восьмикратная чемпионка Канады, последний раз выиграла в 2011 году. С 2005 по 2007 год она выиграла три раза подряд серебряные медали в весовой категории 67 кг на чемпионатах мира. 17 августа 2008 года в Пекине на Олимпийских играх она участвовала в весовой категории до 63 кг, выиграв свою первую схватку в 1/8 финала против Марианны Шаштин из Венгрии и 1/4 финала против китаянки Сюй Хайянь, в полуфинале она уступила будущей чемпионке Каори Итё из Японии, в борьбе за бронзовую медаль она проиграла американке Рэнди Миллер. Поскольку в то время весовая категория 67 кг еще не существовала на Олимпийских играх, ей пришлось выступать в весовой категории 63 кг. Через шесть недель после Олимпиады она выиграла первую из трех подряд золотых медалей на чемпионатах мира с 2008 по 2010 год в весовой категории 67 кг. 
8 августа 2012 года в Лондоне снова участвовала на Олимпийских играх в весовой категории до 63 кг, где в 1/8 финала уступила будущей чемпионке Каори Итё, и получила право бороться в утешительных схватках, где сначала она выиграла Хенну Юханссон из Швеции, а в схватке за бронзовую медаль она проиграла Соронзонболдын Батцэцэг из Монголии в финале за бронзовую медаль, заняв вторую Олимпиаду подряд 5 место. Это был последняя схватка в ей карьере, поскольку она объявила о своем уходе из борьбы в мае 2015 года после трёх лет не выступления на соревнованиях из-за травмы руки. В 2016 году она была включена в Зал славы борьбы UWW. С 2009 года она работает учителем физкультуры в колледже Ванье. В 2019 году Она была включена в Зал славы еврейского спорта Монреаля YM-YWHA в 2019 году.